# 城南街道 (乐清市)
城南街道是中华人民共和国浙江省温州市乐清市下辖的一个街道办事处。

## 行政区划
城南街道下辖以下村级行政区划单位：
丹霞社区、民丰社区、清远社区、宋湖村、盖竹村、南草垟村、百岱村、石马北村、石马南村、南岸村、万岙村、前山村、界岱村、上米岙村、市岭村、支岙村、马车河村、县浦村、水深村、石马捕捞队村和南岸捕捞队村。